# Chronogaster longicollis
Chronogaster longicollis is een rondwormensoort uit de familie van de Chronogasteridae. De wetenschappelijke naam van de soort is voor het eerst geldig gepubliceerd in 1899 door Daday.